# Pequena Princesinha (novela filipina)
Little Princess (tradução literal: Pequena Princesinha) foi uma novela filipina transmitida pela GMA Network. Dirigido por L. A. Madridejos, é estrelado por Jo Berry como protagonista. Estreiou no dia 10 de janeiro de 2022 no horário das 16h30 da rede substituindo Stories from the Heart. A novela foi concluída em 22 de abril de 2022, com um total de 73 episódios. Ela foi substituída por Raising Mamay, no mesmo horário.

## Elenco
- Jo Berry como Princesa M. Montivano[2]

- Juancho Trivino como Damien Santiago[3]
- Rodjun Cruz como Jaxon Pineda[4]
- Angelika dela Cruz como Elise Mateo[5]
- Jestoni Alarcon como Marcus Montivano[2]
- Genebra Cruz como Odessa Montivano[6]
- Jenine Desiderio como Sunshine Pineda[7]
- Gabrielle Hahn como Adrianna Ilustre[2]
- Therese Malvar como Masoy
- Tess Antonio
- Sherilyn Reyes-Tan

## Produção
As fotografias da produção começou em outubro de 2021.

## Audiência
De acordo com a AGB Nielsen Philippines's Nationwide Urban Television Measurement People, o primeiro capítulo de Little Princess ganhou uma classificação de 5,9%.